# U-17-Fußball-Südamerikameisterschaft 2015
Die U-17-Fußball-Südamerikameisterschaft 2015 fand vom 4. bis zum 29. März 2015 in Paraguay statt. Es war die 13. Ausgabe des Turniers.
Die vier nach Abschluss des Turniers bestplatzierten Auswahlmannschaften qualifizierten sich für die U-17-Weltmeisterschaft 2015 in Chile.
Aus der Veranstaltung ging die U-17 Brasiliens als Sieger hervor. Die Plätze zwei bis vier belegten die Nationalteams aus Argentinien, Ecuador und Paraguay. Torschützenkönig des Turniers war mit acht erzielten Treffern der Brasilianer Leandrinho.

## Spielorte
Die Partien der U17-Südamerikameisterschaft fanden in drei Stadien statt.
- Estadio Dr. Nicolás Leoz – Asunción – 10.000 Plätze
- Estadio Deportivo Capiatá – Capiatá – 8.000 Plätze
- Estadio Feliciano Cáceres – Luque – 10.000 Plätze

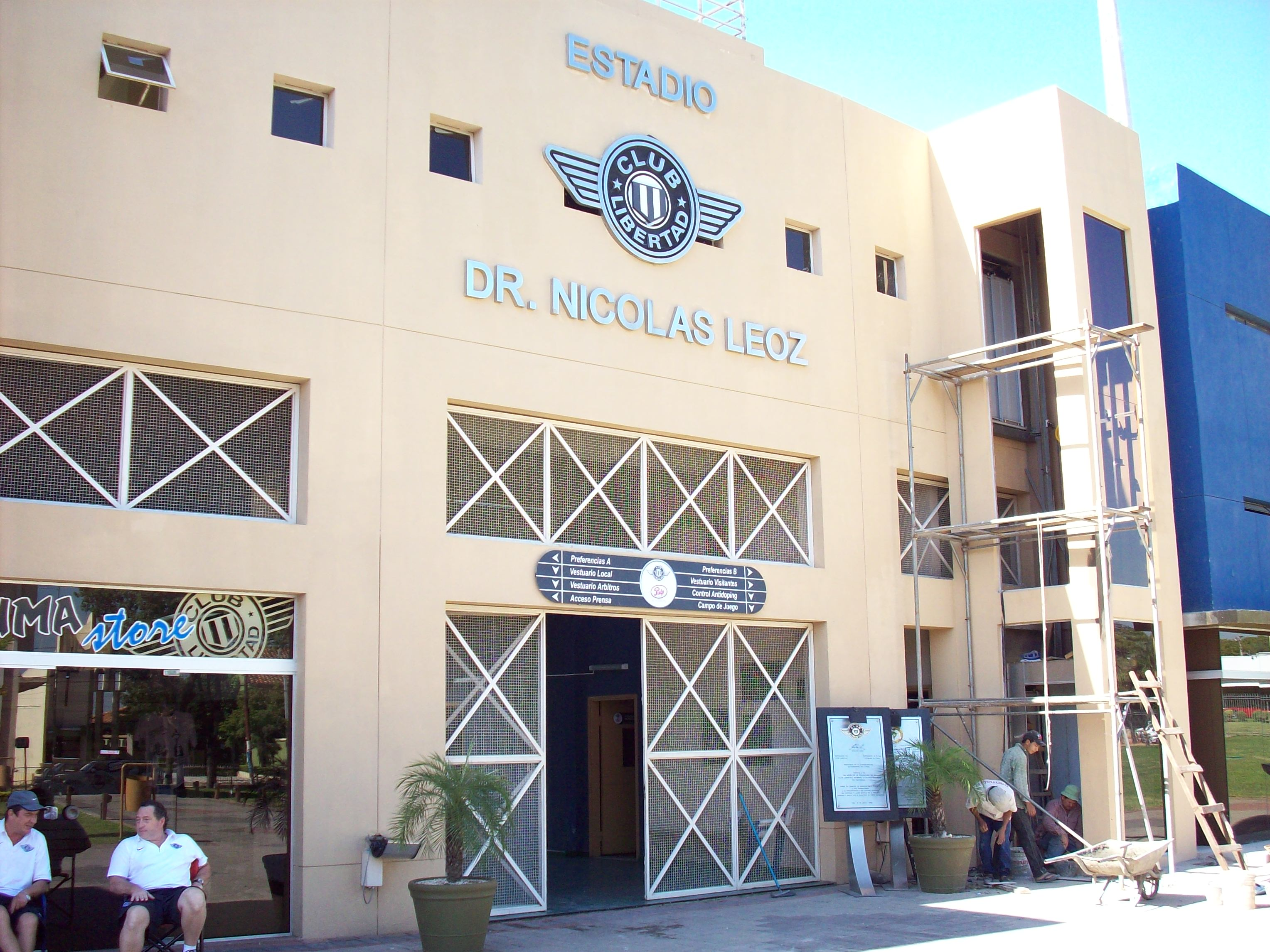
Estadio Dr. Nicolás Leoz
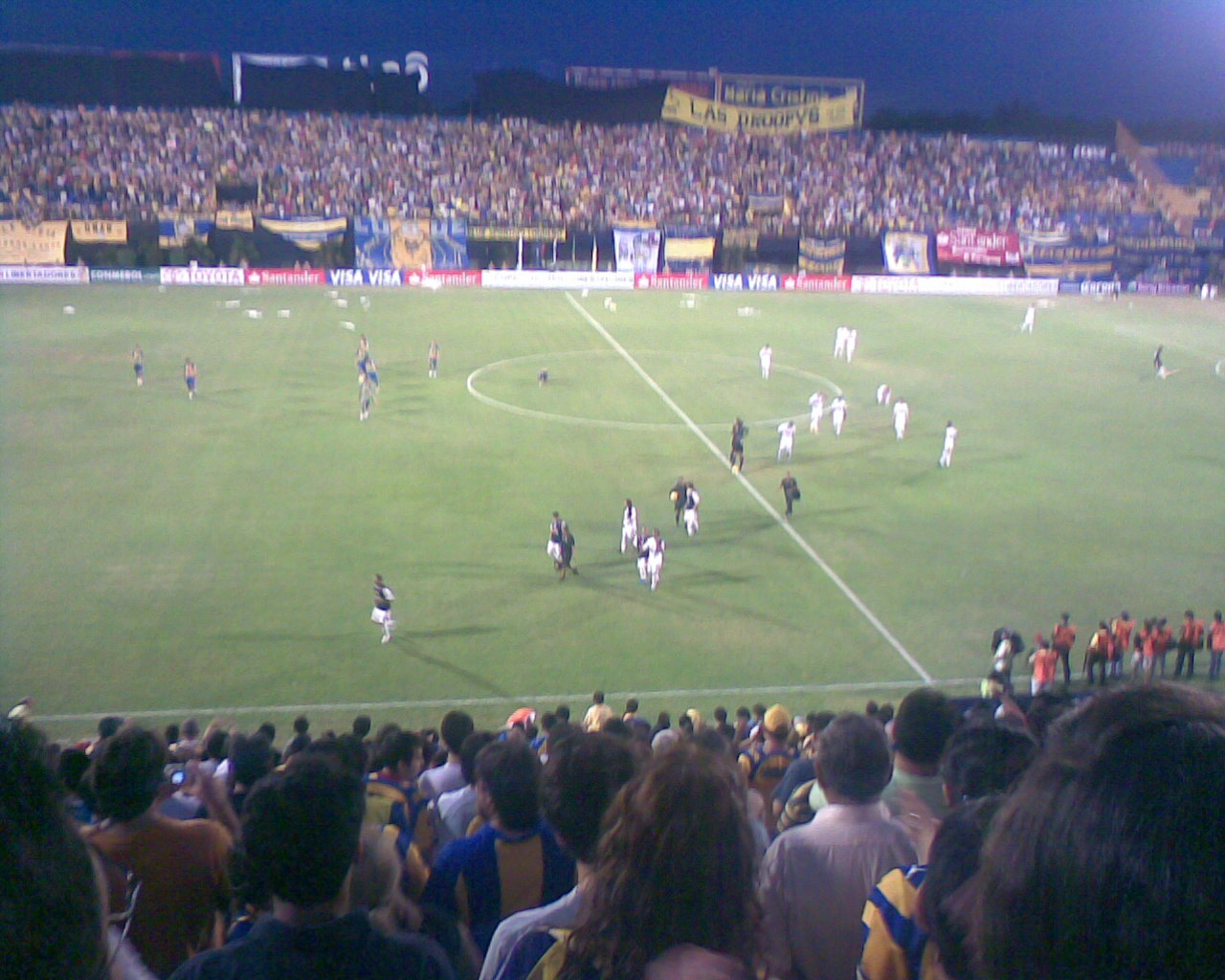
Estadio Feliciano Cáceres

## Modus
Gespielt wurde in zwei Fünfer-Gruppen und einer anschließend ebenfalls im Gruppenmodus ausgetragenen Finalphase mit sechs Mannschaften.
Es nahmen am Turnier die Nationalmannschaften Argentiniens, Boliviens, Brasiliens, Chiles, Ecuadors, Kolumbiens, Paraguays, Perus, Uruguays und Venezuelas teil.

## Gruppenphase

### Gruppe A
| Pl.                             | Land      | Sp. | S | U | N | Tore    | Diff. | Punkte |
| ------------------------------- | --------- | --- | - | - | - | ------- | ----- | ------ |
| 1.                              | Paraguay  | 4   | 2 | 2 | 0 | 008:500 | +3    | 08     |
| 2.                              | Brasilien | 4   | 2 | 1 | 1 | 010:700 | +3    | 07     |
| 3.                              | Kolumbien | 4   | 1 | 2 | 1 | 008:700 | +1    | 05     |
| 4.                              | Venezuela | 4   | 1 | 2 | 1 | 008:800 | ±0    | 05     |
| 5.                              | Peru      | 4   | 0 | 1 | 3 | 004:110 | −7    | 01     |
| Qualifiziert für die Finalrunde |           |     |   |   |   |         |       |        |

|                                    |   |           |           |
| 4.3. in Estadio Dr. Nicolás Leoz   |   |           |           |
| Paraguay                           | – | Venezuela | 3:2 (2:0) |
| 5.3. in Estadio Feliciano Cáceres  |   |           |           |
| Brasilien                          | – | Kolumbien | 3:2 (0:1) |
| 7.3. in Estadio Deportivo Capiatá  |   |           |           |
| Venezuela                          | – | Peru      | 2:2 (1:0) |
| Paraguay                           | – | Brasilien | 2:2 (0:1) |
| 9.3. in Estadio Deportivo Capiatá  |   |           |           |
| Kolumbien                          | – | Peru      | 4:2 (2:1) |
| Brasilien                          | – | Venezuela | 2:3 (2:0) |
| 11.3. in Estadio Dr. Nicolás Leoz  |   |           |           |
| Venezuela                          | – | Kolumbien | 1:1 (0:1) |
| Paraguay                           | – | Peru      | 2:0 (1:0) |
| 13.3. in Estadio Feliciano Cáceres |   |           |           |
| Brasilien                          | – | Peru      | 3:0 (0:0) |
| Paraguay                           | – | Kolumbien | 1:1 (1:0) |

### Gruppe B
| Pl.                             | Land        | Sp. | S | U | N | Tore    | Diff. | Punkte |
| ------------------------------- | ----------- | --- | - | - | - | ------- | ----- | ------ |
| 1.                              | Uruguay     | 4   | 4 | 0 | 0 | 011:300 | +8    | 12     |
| 2.                              | Ecuador     | 4   | 3 | 0 | 1 | 010:300 | +7    | 09     |
| 3.                              | Argentinien | 4   | 2 | 0 | 2 | 007:500 | +2    | 06     |
| 4.                              | Bolivien    | 4   | 1 | 0 | 3 | 005:140 | −9    | 03     |
| 5.                              | Chile       | 4   | 0 | 0 | 4 | 004:120 | −8    | 0      |
| Qualifiziert für die Finalrunde |             |     |   |   |   |         |       |        |

|                                    |   |             |           |
| 6.3. in Estadio Dr. Nicolás Leoz   |   |             |           |
| Argentinien                        | – | Ecuador     | 1:2 (0:1) |
| Uruguay                            | – | Bolivien    | 4:1 (1:0) |
| 8.3. in Estadio Feliciano Cáceres  |   |             |           |
| Uruguay                            | – | Argentinien | 2:1 (1:0) |
| Bolivien                           | – | Chile       | 3:2 (1:1) |
| 10.3. in Estadio Feliciano Cáceres |   |             |           |
| Argentinien                        | – | Bolivien    | 4:1 (2:1) |
| Ecuador                            | – | Chile       | 4:1 (1:1) |
| 12.3. in Estadio Deportivo Capiatá |   |             |           |
| Bolivien                           | – | Ecuador     | 0:4 (0:4) |
| Uruguay                            | – | Chile       | 4:1 (2:0) |
| 14.3. in Estadio Deportivo Capiatá |   |             |           |
| Argentinien                        | – | Chile       | 1:0 (1:0) |
| Uruguay                            | – | Ecuador     | 1:0 (0:0) |

## Finalrunde
| Pl.                                                                                            | Land        | Sp. | S | U | N | Tore    | Diff. | Punkte |
| ---------------------------------------------------------------------------------------------- | ----------- | --- | - | - | - | ------- | ----- | ------ |
| 1.                                                                                             | Brasilien   | 5   | 3 | 0 | 2 | 008:700 | +1    | 09     |
| 2.                                                                                             | Argentinien | 5   | 2 | 2 | 1 | 007:400 | +3    | 08     |
| 3.                                                                                             | Ecuador     | 5   | 2 | 2 | 1 | 006:500 | +1    | 08     |
| 4.                                                                                             | Paraguay    | 5   | 2 | 1 | 2 | 011:100 | +1    | 07     |
| 5.                                                                                             | Uruguay     | 5   | 2 | 0 | 3 | 006:700 | −1    | 06     |
| 6.                                                                                             | Kolumbien   | 5   | 1 | 1 | 3 | 003:800 | −5    | 04     |
| U-17-Südamerikameister und qualifiziert für die U-17-WM 2015 Qualifiziert für die U-17-WM 2015 |             |     |   |   |   |         |       |        |

|                                    |   |             |           |
| 17.3. in Estadio Feliciano Cáceres |   |             |           |
| Brasilien                          | – | Argentinien | 0:1 (0:1) |
| Paraguay                           | – | Kolumbien   | 4:0 (1:0) |
| Uruguay                            | – | Ecuador     | 0:1 (0:1) |
| 20.3. in Estadio Dr. Nicolás Leoz  |   |             |           |
| Brasilien                          | – | Ecuador     | 2:1 (2:0) |
| Paraguay                           | – | Argentinien | 1:4 (0:2) |
| Uruguay                            | – | Kolumbien   | 1:0 (0:0) |
| 23.3. in Estadio Deportivo Capiatá |   |             |           |
| Kolumbien                          | – | Argentinien | 1:1 (1:0) |
| Paraguay                           | – | Ecuador     | 2:2 (0:2) |
| Uruguay                            | – | Brasilien   | 2:3 (0:1) |
| 26.3. in Estadio Dr. Nicolás Leoz  |   |             |           |
| Kolumbien                          | – | Ecuador     | 1:2 (0:1) |
| Paraguay                           | – | Brasilien   | 2:3 (1:2) |
| Uruguay                            | – | Argentinien | 2:1 (2:0) |
| 29.3. in Estadio Feliciano Cáceres |   |             |           |
| Ecuador                            | – | Argentinien | 0:0       |
| Paraguay                           | – | Uruguay     | 2:1 (1:0) |
| Brasilien                          | – | Kolumbien   | 0:1 (0:0) |

## Schiedsrichter
- Fernando Rapallini
- Gery Vargas
- Wilton Sampaio
- Roberto Tobar
- Luis Alfonso Sánchez
- Carlos Orbe
- Mario Díaz de Vivar
- Miguel Santiváñez
- Jonathan Fuentes
- Jesús Valenzuela